# Škoda Karoq
Škoda Karoq — компактний кросовер, який випускається з 2018 року автомобільною компанією Škoda Auto.

## Опис

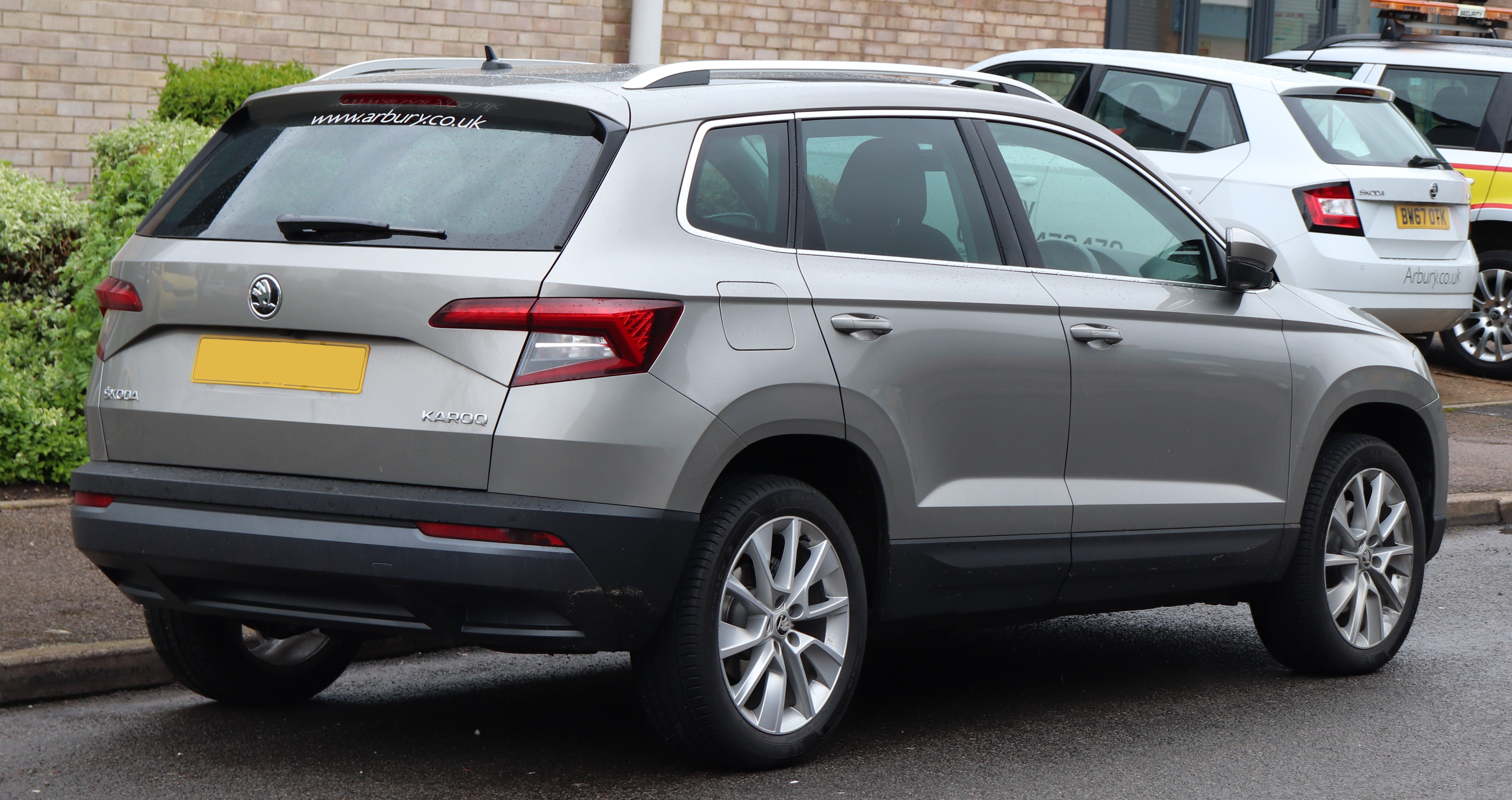
Škoda Karoq

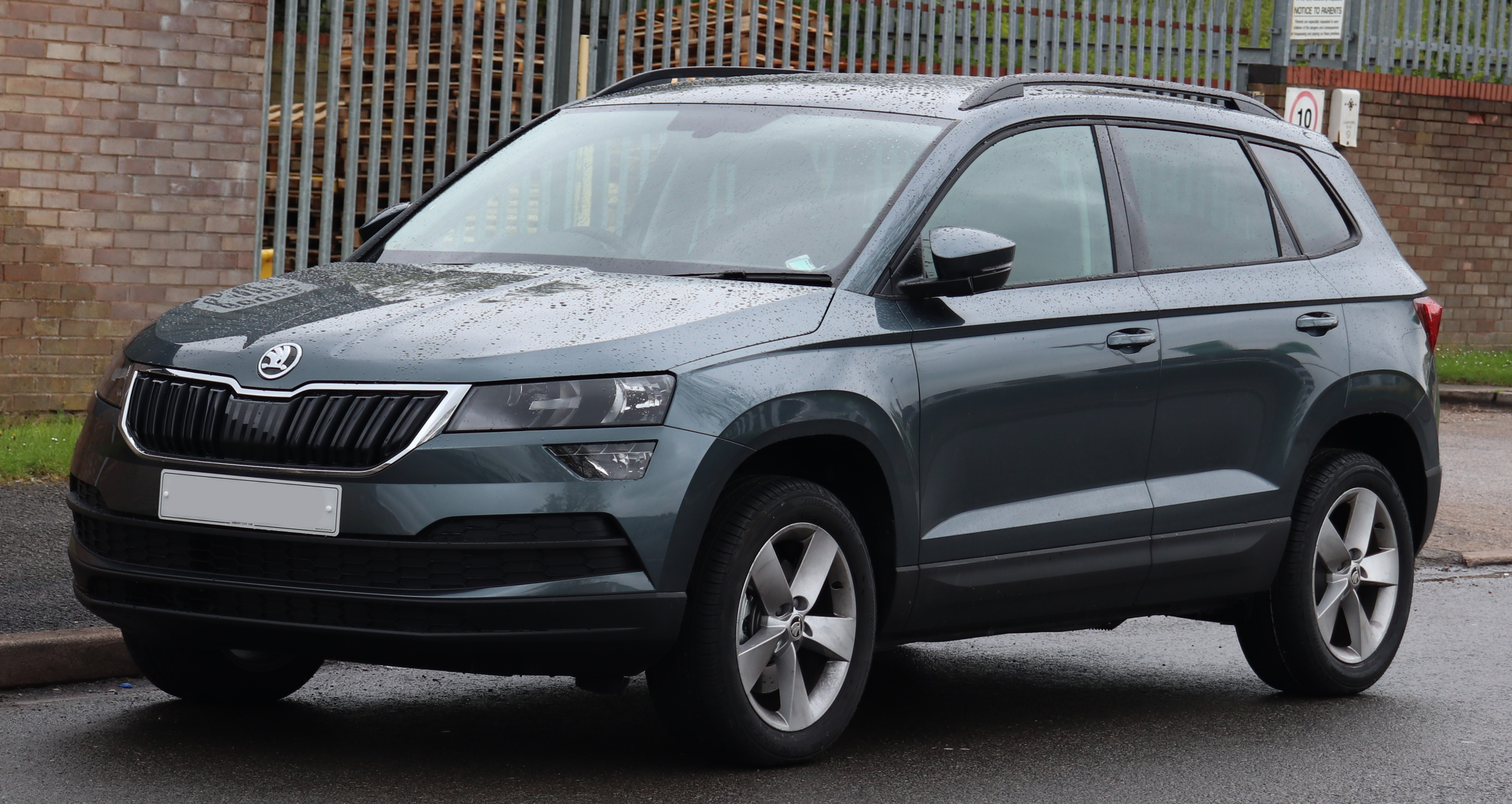
Škoda Karoq SE

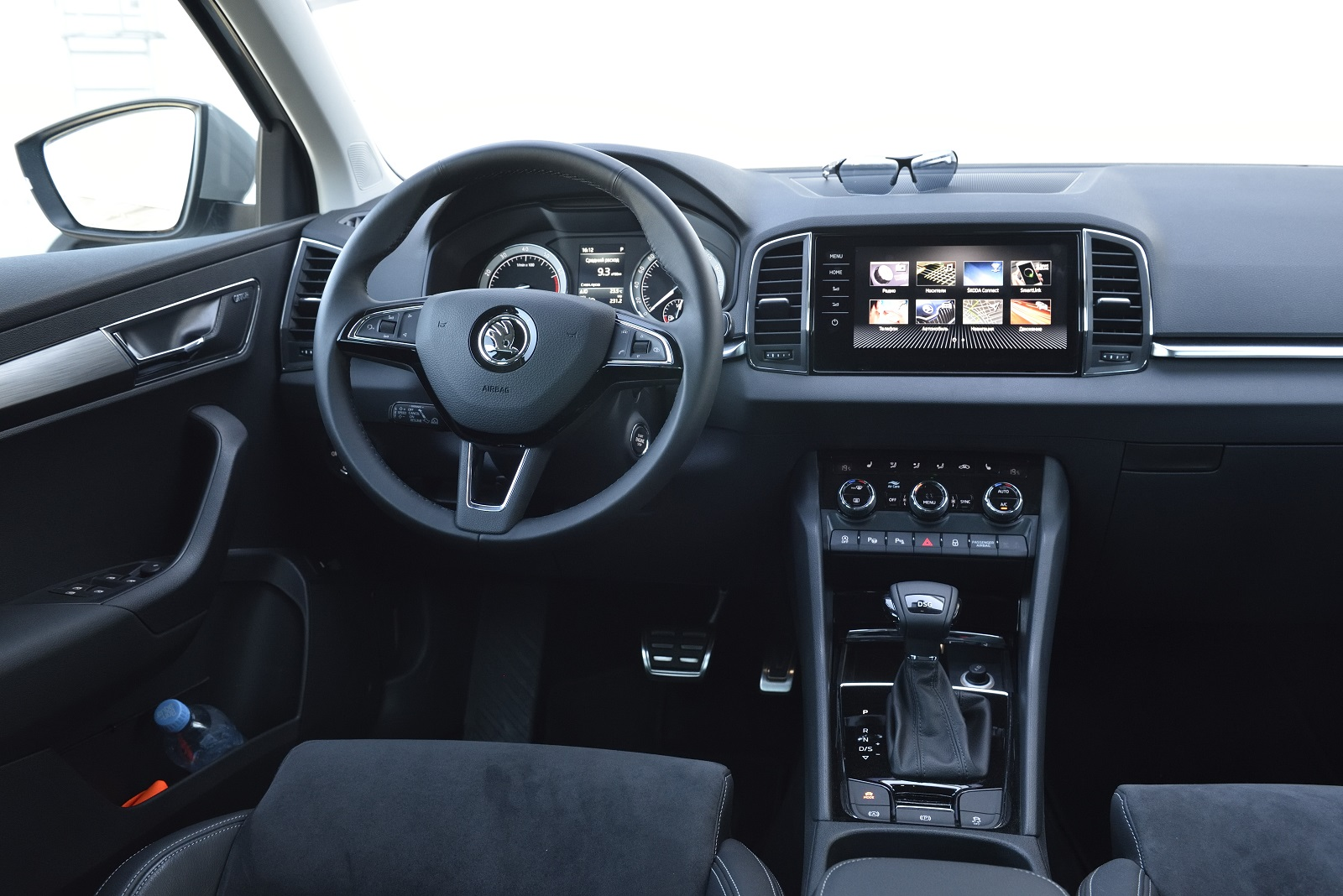
Škoda Karoq

Автомобіль став наступником компактного кросовера Škoda Yeti. Відомо, що автомобіль збудовано на модульній платформі MQB разом з подібним SEAT Ateca. Дебют Škoda Karoq відбувся 18 травня 2017 року на спеціальному заході в Стокгольмі. Автомобіль випускається на заводі Škoda в селі Квасіни (Чехія).
Автомобіль на вибір комплектується переднім приводом або повним 4Drive з багатодисковою муфтою Haldex 5-го покоління з електронно-гідравлічним керуванням. Повнопривідним Карокам покладена задня чотириважільна, виконана переважно з високоміцної сталі. Також чехи передбачили пакет для поганих доріг, що включає посилений захист моторного відсіку, кабелів, гальмівних і паливної магістралей.
Інженери подарували Кароку селектор режимів руху (опція на версіях від Ambition і вище) з чотирма або п'ятьма режимами. Це Normal, Sport, Eco, Individual і Snow. П'ятий режим ( «Сніг») з'являється на варіантах з повним приводом. На них же є окремий перемикач Off-Road, який впливає на налаштування протибуксувальної системи і АБС, електронної імітації блокувань диференціалів EDL, амортизаторів (якщо вони адаптивні), а при необхідності задіює помічники підйому в гору (автоматичне утримання) і спуску з пагорба. Ці настройки приправлені адаптивним шасі DCC з трьома рівнями демпфірування (Comfort, Standard і Sport). Система DCC доступна з моторами 1.5 TSI і 2.0 TDI в комплектації від Ambition і вище.
Центральний сенсорний екран у всіх версіях - місткісний (від 6,5 до 9,2 дюйма). Впроваджено остання версія платформи Volkswagen MIB з інтерфейсами Apple CarPlay, Android Auto і MirrorLink, модулями зв'язку WLAN і LTE, і камерою, яка розпізнає жести перед консоллю (залежить від комплектації).
У 2020 році в Україні стартують продажі комплектації з 1,4-літровим турбобензиновим двигуном, в той час, як 1,5-літровий TSI, вже не буде продаватись.
Тут є автоматичне гальмування з детекцією пішоходів, зчитування розмітки (з корекцією траєкторії) і знаків, адаптивний круїз-контроль з радаром, моніторинг сліпих зон дзеркал, контроль втоми водія, безконтактне відкривання п'ятої двері рухом ноги під бампером, бездротова зарядка смартфона і його з'єднання з зовнішньою антеною, світлодіодна навколишнє підсвічування в салоні, пам'ять (три персоналізованих ключі) на настройки крісла з електроприводом, кліматичної та розважальної систем, а ще - підігрів керма і крісел на двох рядах.

### Karoq Scout
На автосалоні в Парижі 2018 року дебютував Karoq Scout в якому повний привід за замовчуванням, а значить, вибір силових агрегатів обмежений. Це бензиновий мотор 1.5 TSI (150 к.с., 250 Нм), дизель 2.0 TDI в двох варіантах форсування (150 к.с., 340 Нм і 190 к.с., 400 Нм), семидіапазонний «робот» DSG. Для 150-сильного дизеля «в базі» доступна шестиступінчаста "механіка".
Дизайнери додали сріблясті накладки на бампери і пороги. В розширені арки встали 18-дюймові колеса Braga, серед опцій є диски Crater на 19 дюймів. Задні скла тоновані, на передніх крилах виблискує шильдик Scout.
У повнопривідного Карока колісна база коротша на вісім міліметрів (2630), а кліренс більше на 10 мм (183), тому для Скаута налаштування шасі не змінювалися. Майже всі функції Simply Clever зосереджений в багажнику. Обсяг відсіку варіюється в межах 521-1630 л або 479-1810 з системою VarioFlex.

### Фейсліфт
Рестайлінговий Karoq був представлений у грудні 2021 року. Він має повністю рестайлінгову передню та задню частину, а також отримав кілька нових функцій, пов'язаних з комфортом, всередині. Він пропонує новий 10,25-дюймовий цифровий екран, тризонний автоматичний кондиціонер, адаптивну підвіску DCC (Dynamic Chassis Control) та електричний зсувний панорамний люк для вищих комплектацій. Новий Karoq на початках пропонується для Чехії, Словаччині та Швейцарії з попереднім замовленням з грудня 2021 року та доставкою клієнтам навесні 2022 року. Він продається в трьох комплектаціях: Active (тільки для Словаччини та Чехії), Ambition та Style, а також спортивний Karoq Sportline. Детальні технічні характеристики були опубліковані в лютому 2022 року.

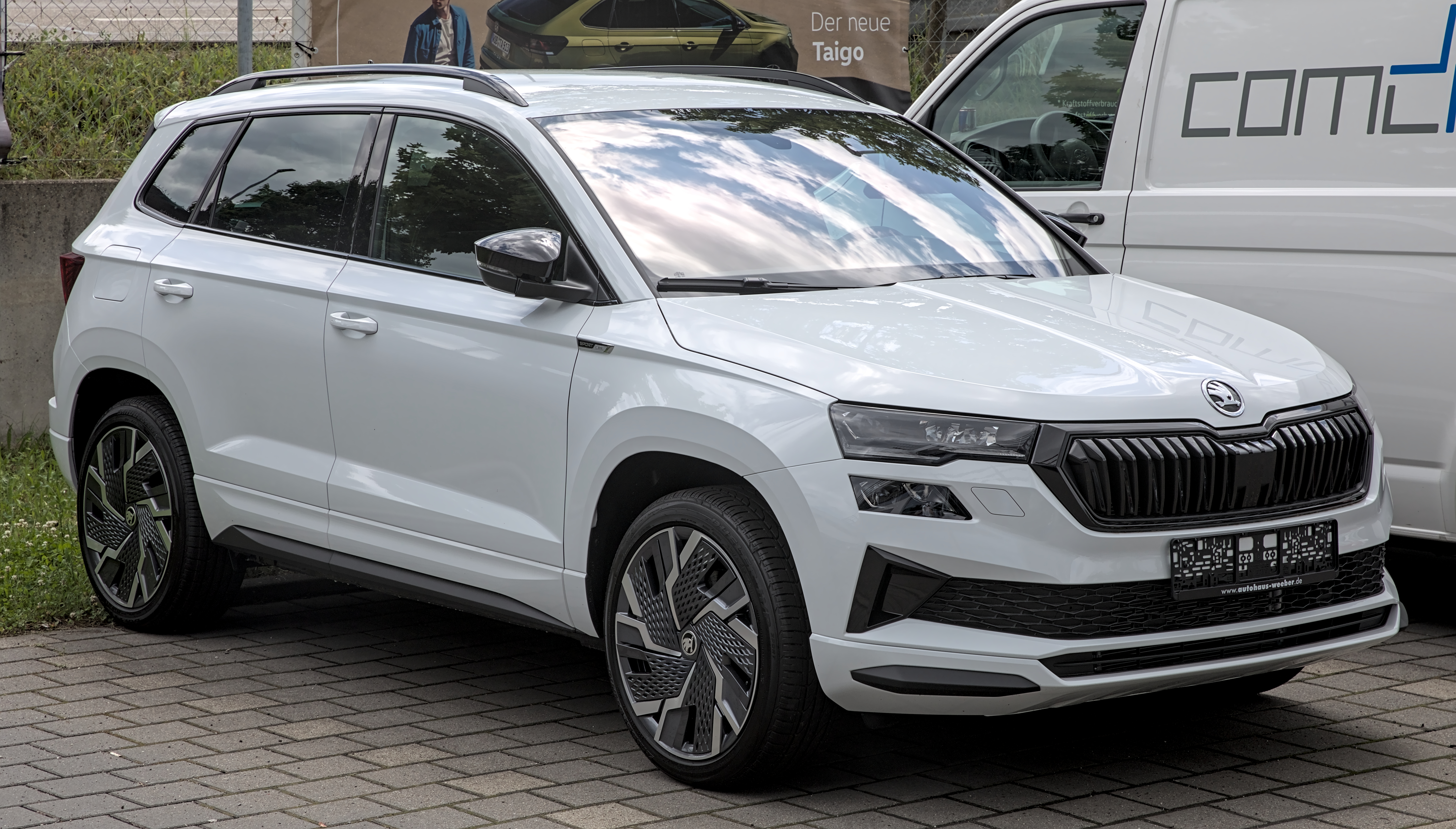
Škoda Karoq (фейсліфт) спереду
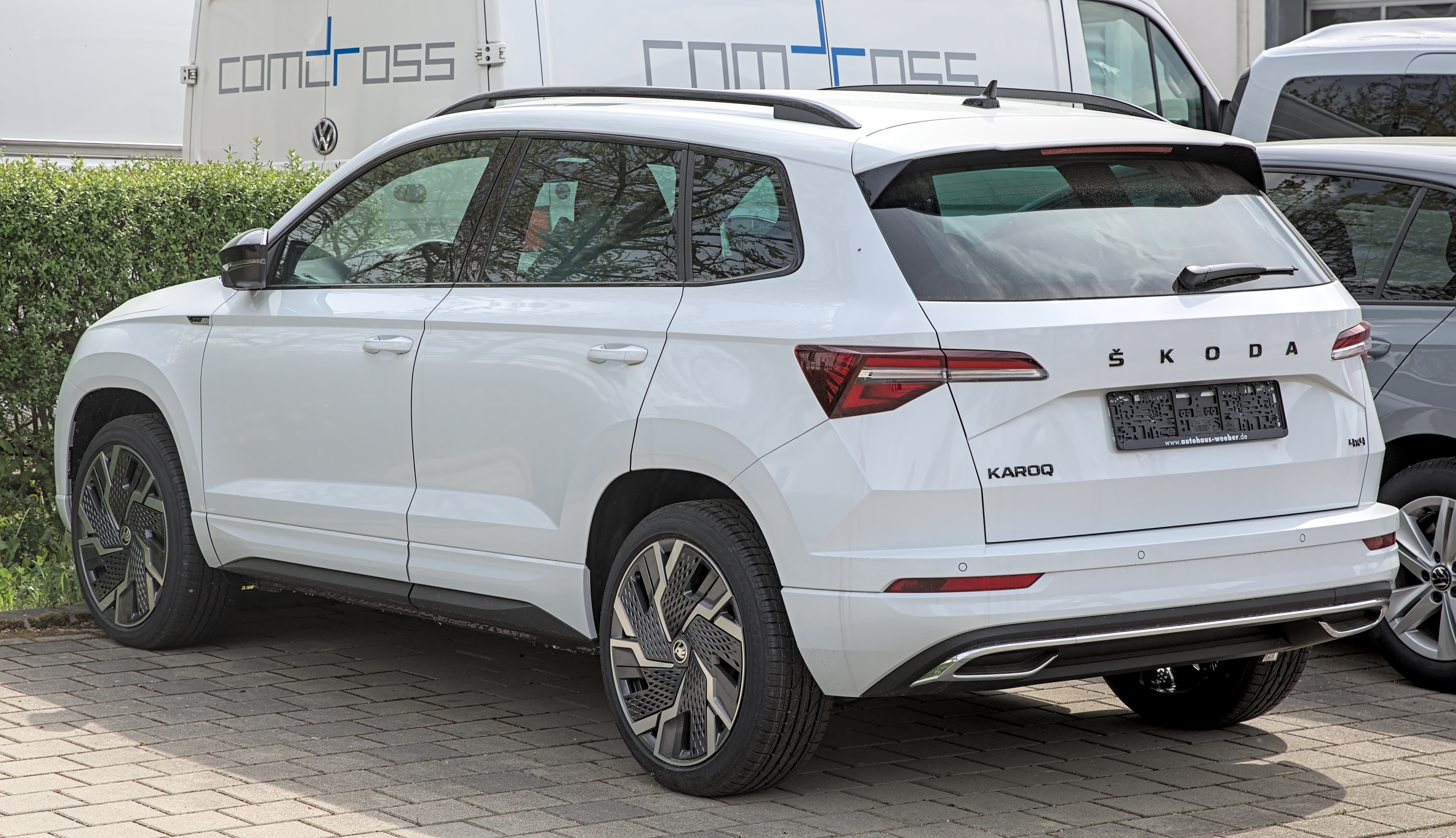
Škoda Karoq (фейсліфт) ззаду
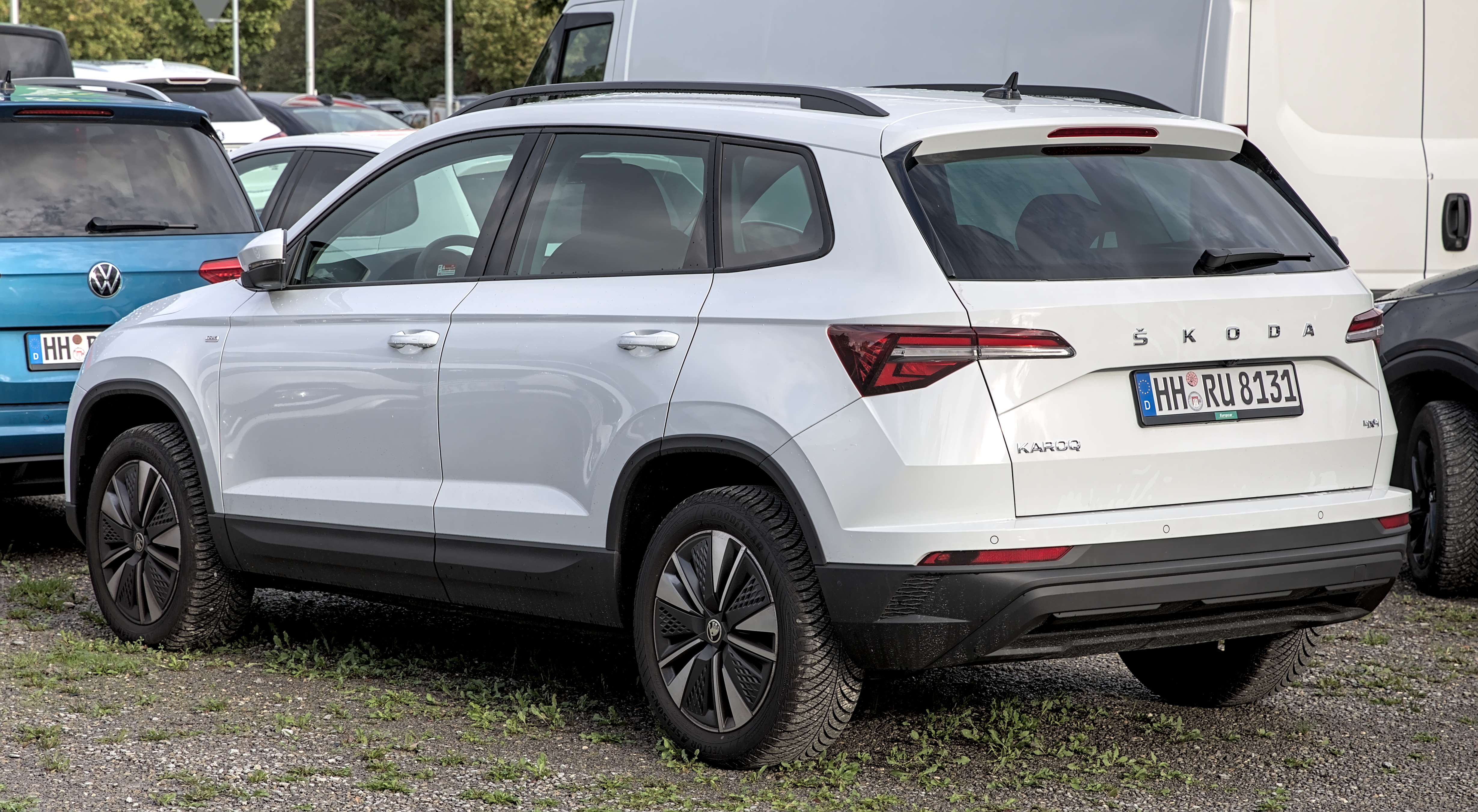
Škoda Karoq (фейсліфт) з обвісом

## Двигуни
Бензинові
- 1.0 TSI VW EA211 І3 115 к.с.
- 1.4 TSI COD І4 150 к.с.
- 1.5 TSI VW EA211 evo І4 150 к.с.[1]
- 2.0 TSI VW EA888 І4 190 к.с.

Дизельні
- 1.6 TDI VW EA288 І4 115 к.с.
- 2.0 TDI VW EA288 І4 150 к.с.
- 2.0 TDI VW EA288 І4 190 к.с.

## Виробництво і продаж
| рік  | Продажі | Продажі | Виробництво |
| рік  | Європа  | Китай   | Виробництво |
| ---- | ------- | ------- | ----------- |
| 2017 | 5,981   |         |             |
| 2018 | 78,842  | 31,071  | 173,816     |
| 2019 | 105,041 | 38,026  | 203,688     |
| 2020 | 82,121  | 22,536  |             |